# بخش بهادویی
بخش بهادویی (به انگلیسی: Bhadohi district) یک منطقهٔ مسکونی در هند است که در Mirzapur division واقع شده‌است. بخش بهادویی ۱٬۰۵۵٫۹۹ کیلومتر مربع مساحت و ۱٬۵۷۸٬۲۱۳ نفر جمعیت دارد.